# T-80
T-80 je sovětský tank, který byl do výzbroje sovětské armády zařazen v roce 1976, ale veřejnosti byl představen až v roce 1987. Představuje vývojové pokračování tanku T-64. Stejně jako on má automatické nabíjecí zařízení tankového kanonu, což umožnilo snížit počet členů posádky na tři muže. Je poháněný plynovou turbínou, díky čemuž dosahuje vyšší rychlosti než jiné současné tanky. Hlavní výzbroj tvoří 125mm tankový kanon, který byl použit i v T-72, je však schopný použít mnohem větší sortiment munice, včetně střel na bázi ochuzeného uranu se zvýšenou průbojností a je schopný odpalovat i protitankové raketové střely. Sekundární výzbroj tvoří spřažený 7,62mm kulomet a protiletadlový 12,7mm kulomet. Tank má vlastní zadýmovací zařízení, laserový dálkoměr a na věži tanku jsou čtyři vrhače klamných cílů k odklonění protitankových střel. Na rozdíl od tanku T-72 se T-80 nikdy ve velkém nevyvážel.

## Vznik a vývoj

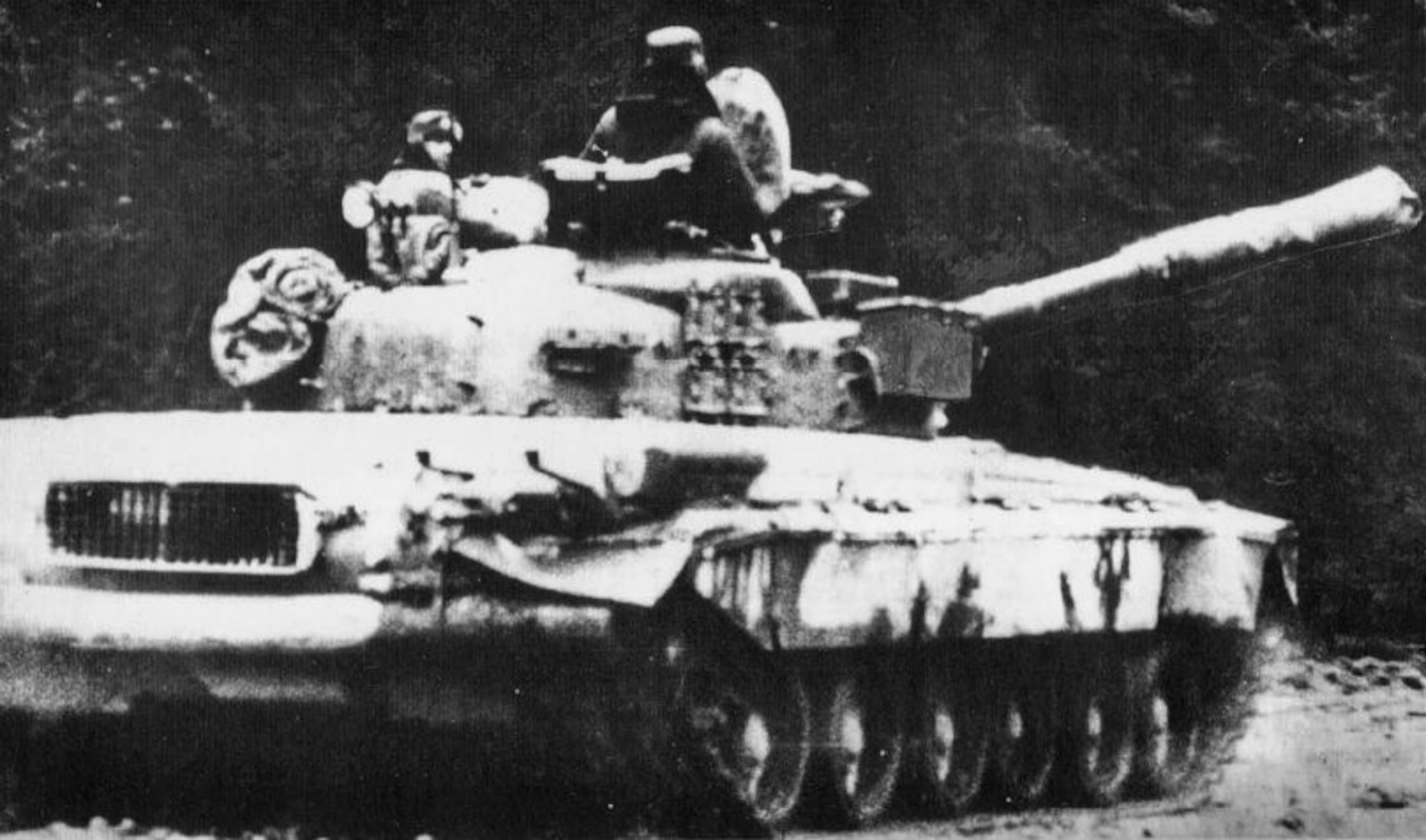
Sovětský T-80 během cvičení, březen 1986

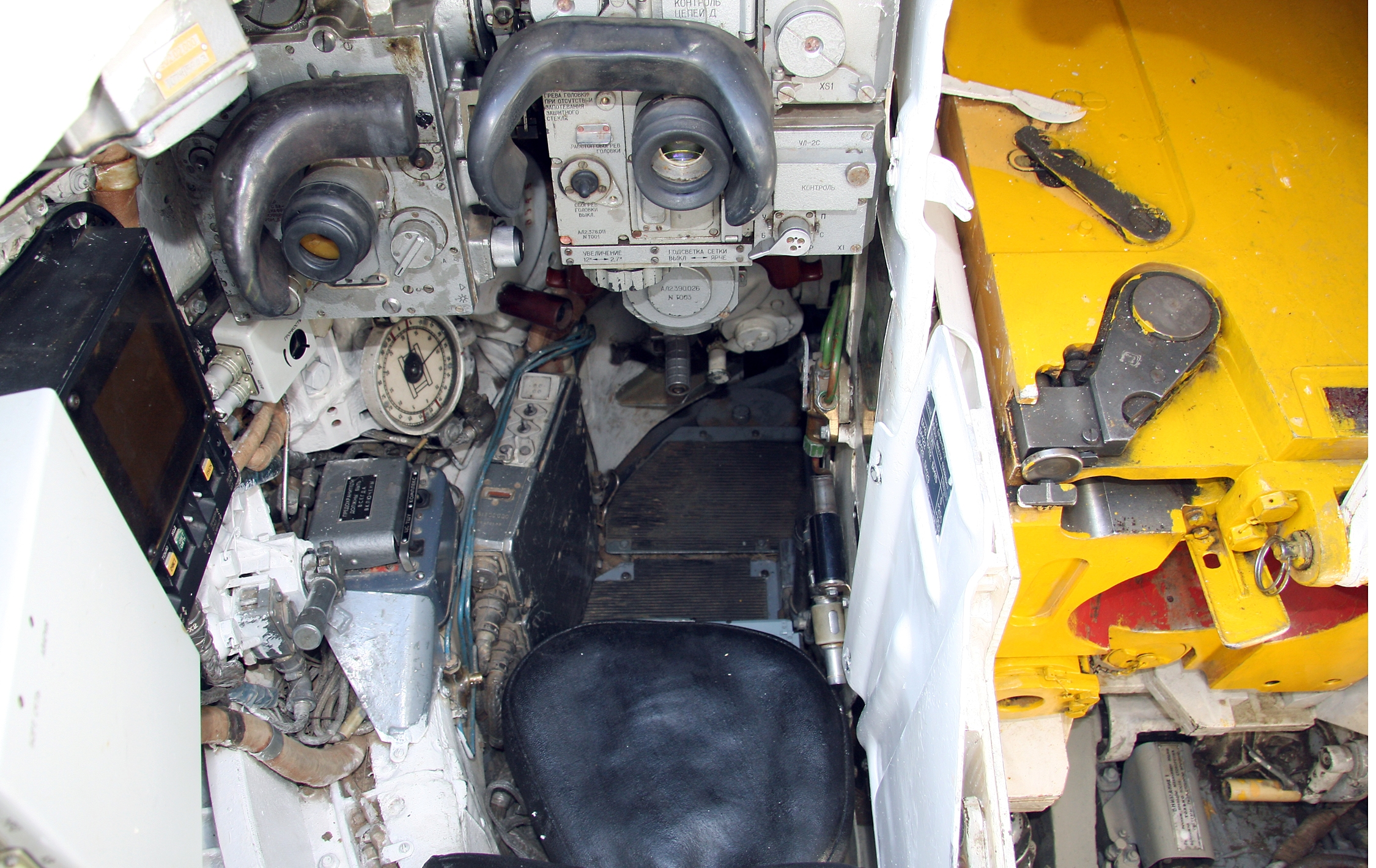
Pozice střelce v T-80U

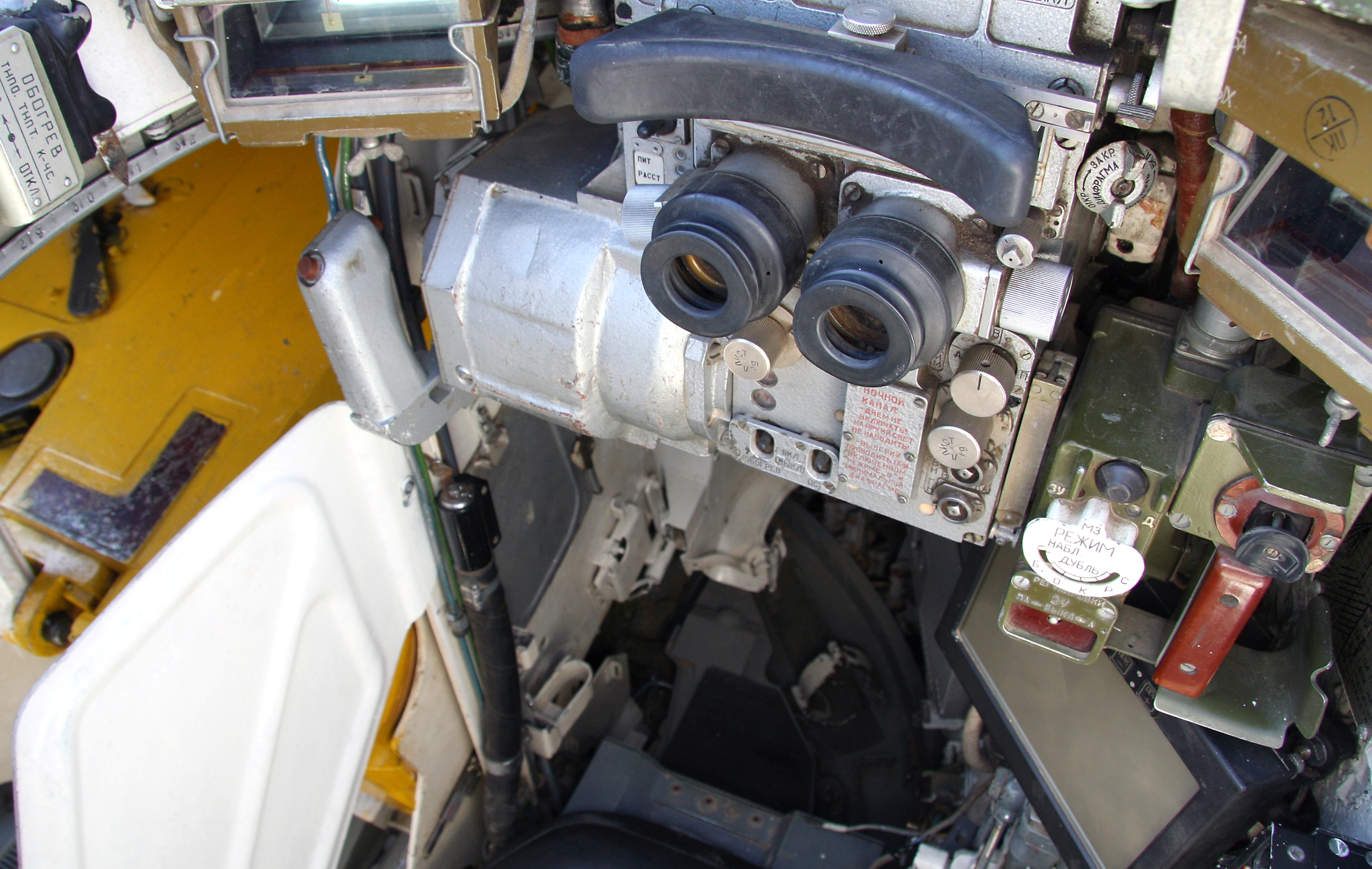
Velitelské místo v T-80U

V polovině 50. let byla leningradská konstrukční kancelář Kirovského závodu pod vedením Nikolaje Popova pověřena vývojem plynové turbíny pro sovětské těžké tanky. Výsledkem těchto snah byl prototyp těžkého tanku označovaný jako Objekt 278, který byl však do počátku 60. let zavržen, protože v nadcházejících letech všechny země od koncepce těžkých tanků postupně ustupovaly. Práce na plynové turbíně pro tanky tak byly přerušeny.
V průběhu deseti let začaly sovětské ozbrojené síly zavádět do služby hlavní bitevní tank T-64A, který byl vyvinut v Charkově. Pro technickou náročnost nového motoru však bylo přistoupeno k vývoji variant tanku T-64 s jinými motory, z nichž vnikl tank T-72. V tomto období se proto obrátily odpovědné orgány na Kirovský závod se zadáním k výrobě prototypu tanku T-64 s plynovou turbínou GTD-1000T. Do vývoje nového motoru byl angažován konstruktér plynových turbín pro vrtulníky Sergej P. Izotov. V roce 1969 byl vyroben první prototyp s označením Objekt 219.
Terénní testy však ukázaly, že podvozek původního T-64 výkonnému motoru nestačí a je poruchový. Byly proto potřebné změny v šířce a gumové úpravě pojezdových pásů a kol. Oproti tanku T-64 se lišilo i odpružení. Tyto úpravy pomohly snížit vibrace podvozku, poruchovost a výrazně snížily hlučnost. Ukázalo se také, že při jízdě v prašném prostředí se v motoru zachycuje velké množství prachu. Bylo proto instalováno zařízení, které čistilo motor proudem vzduchu.
Začátku výroby nepřál sovětský ministr obrany Andrej Grečko, který kritizoval jeho velkou spotřebu a malý rozdíl oproti tanku T-64. Definitivní rozhodnutí však učinil ministr zbrojního průmyslu D. F. Ustinov, který prosazoval zavedení tanku s turbínovým motorem, po Grečkově smrti v roce 1976. Po dlouhých zkouškách nakonec stroj sovětské ozbrojené síly přijaly v roce 1976 do výzbroje. Jednalo se o první sériově vyráběný tank s plynovou turbínou.[zdroj?] Stroj vážil 42 tun a poháněl ho motor o výkonu 1 000 koní. Na rozdíl od motorů tanků T-64 a T-72 měl turbínový motor T-80 výrazně vyšší spotřebu, což mělo za následek, že dojezd byl jen 285 km i s přídavnými nádržemi. Výhodou však byl fakt, že může používat různá paliva (naftu, benzín i letecký benzín). Plynová turbína také není citlivá na nízké teploty a dobře startuje i při vysokých mrazech. Výzbroj tvořil 125 mm kanón s hladkým vývrtem a automatickým nabíječem a dva kulomety. Jeden ráže 7,62 spřažený s kanónem a druhý – 12,7 mm kulomet upevněný na věži ovládaný z velitelovy věžičky. Tank první verze měl kompozitní pancíř, laserový zaměřovač a nebyl schopen používat reaktivní střely vystřelované skrz hlaveň kanónu. Novější verze měly od roku 1985 až 50 % povrchu tanku pokrytého reaktivním pancířem a vylepšené kompozitní pancéřování (T-80BV). Reaktivní pancéřování zvyšuje odolnost pancíře na ekvivalent 400 mm, což zajišťuje odolnost před protipancéřovými střelami HEAT. Stroje mohou vystřelovat vývrtem kanónu reaktivní řízené střely 9K112 Kobra později 9K119 Refleks. Vylepšení se dočkal i motor, jehož výkon stoupl na 1 100 koní (verze T-80U). V Charkovském traktorovém závodě byla vyvinuta verze T-80UD poháněná dvoutaktním dieselovým motorem s protiběžnými písty 6TD-6, zejména s ohledem ke snížení nákladů na výrobu a provoz.

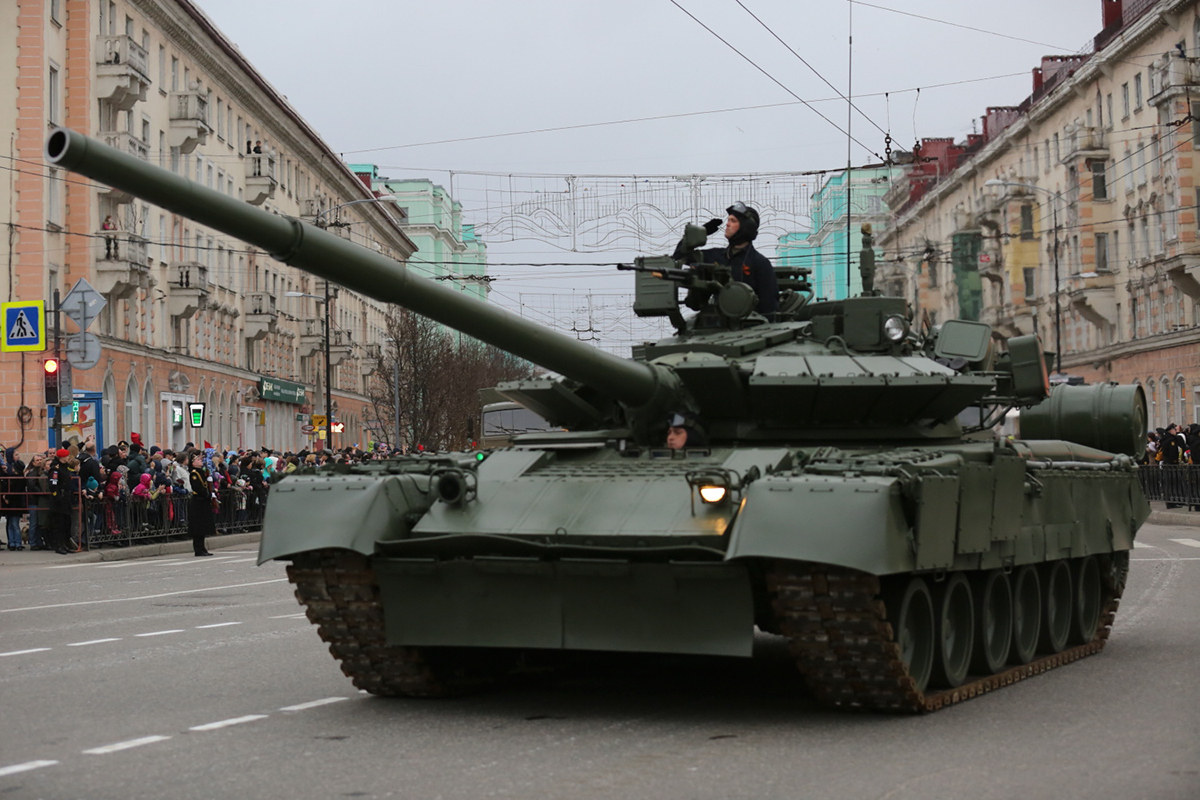
T-80BVM, nejnovější varianta T-80

Náklady na výrobu T-80 převyšovaly jakýkoliv jiný sovětský tank své doby. T-80 však představoval v sovětské koncepci tankového boje hlavní bitevní tank, jehož stěžejním úkolem bylo vést boj proti západním tankovým jednotkám.
V roce 1993 na vojenské výstavě v Abú Dhabí získal T-80U velkou pozornost svými manévrovacími schopnostmi.
Rusko mělo původně k dispozici kolem 5 000 ks těchto tanků. Od roku 1998 se jejich počet snížil na 3 500. Kromě Ruska používá tyto tanky i Ukrajina, kde po rozpadu Sovětského svazu pokračovala výroba varianty T-80UD a následně vznikla i odvozená konstrukce T-84.

## Varianty

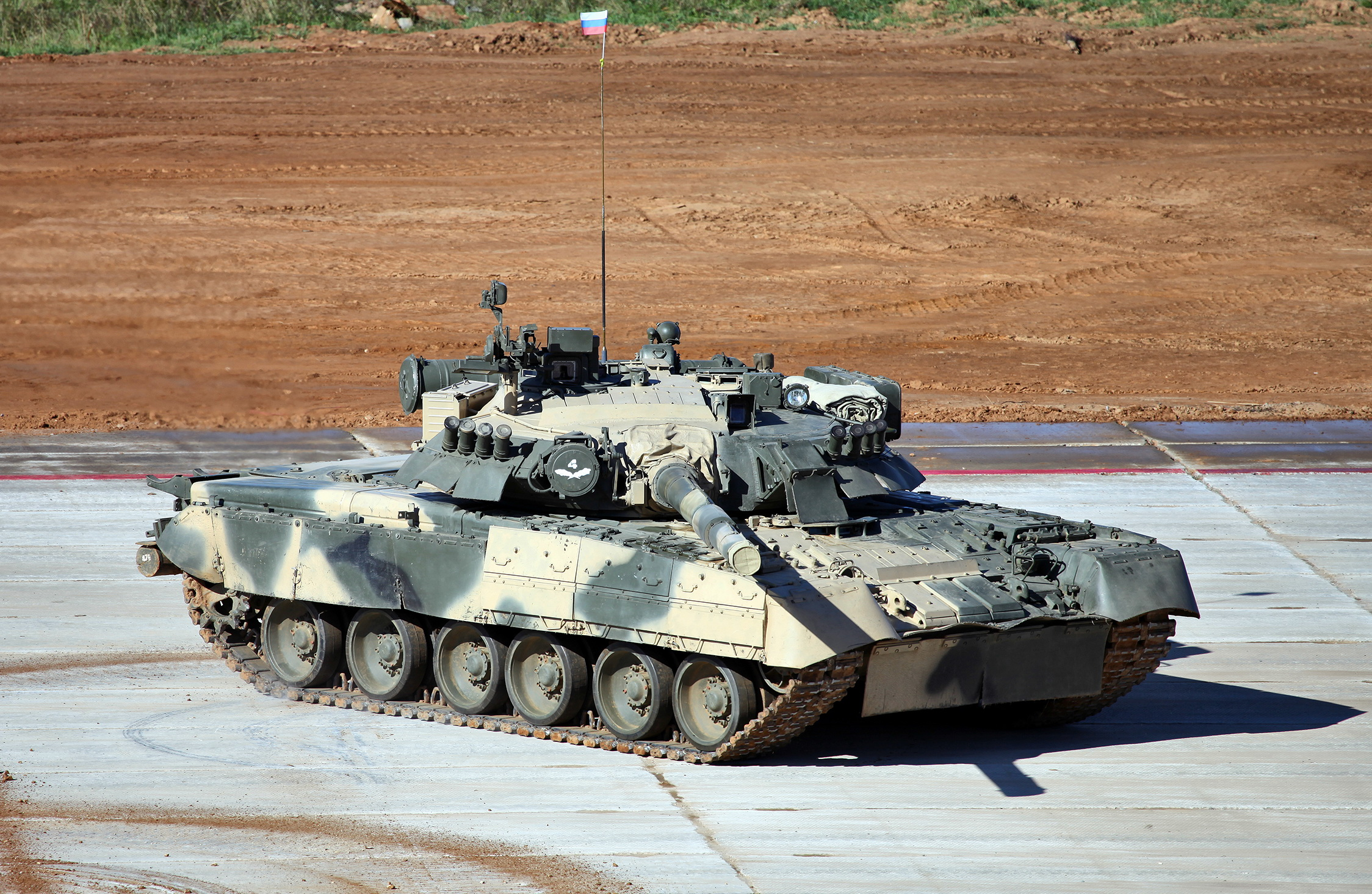
T-80U

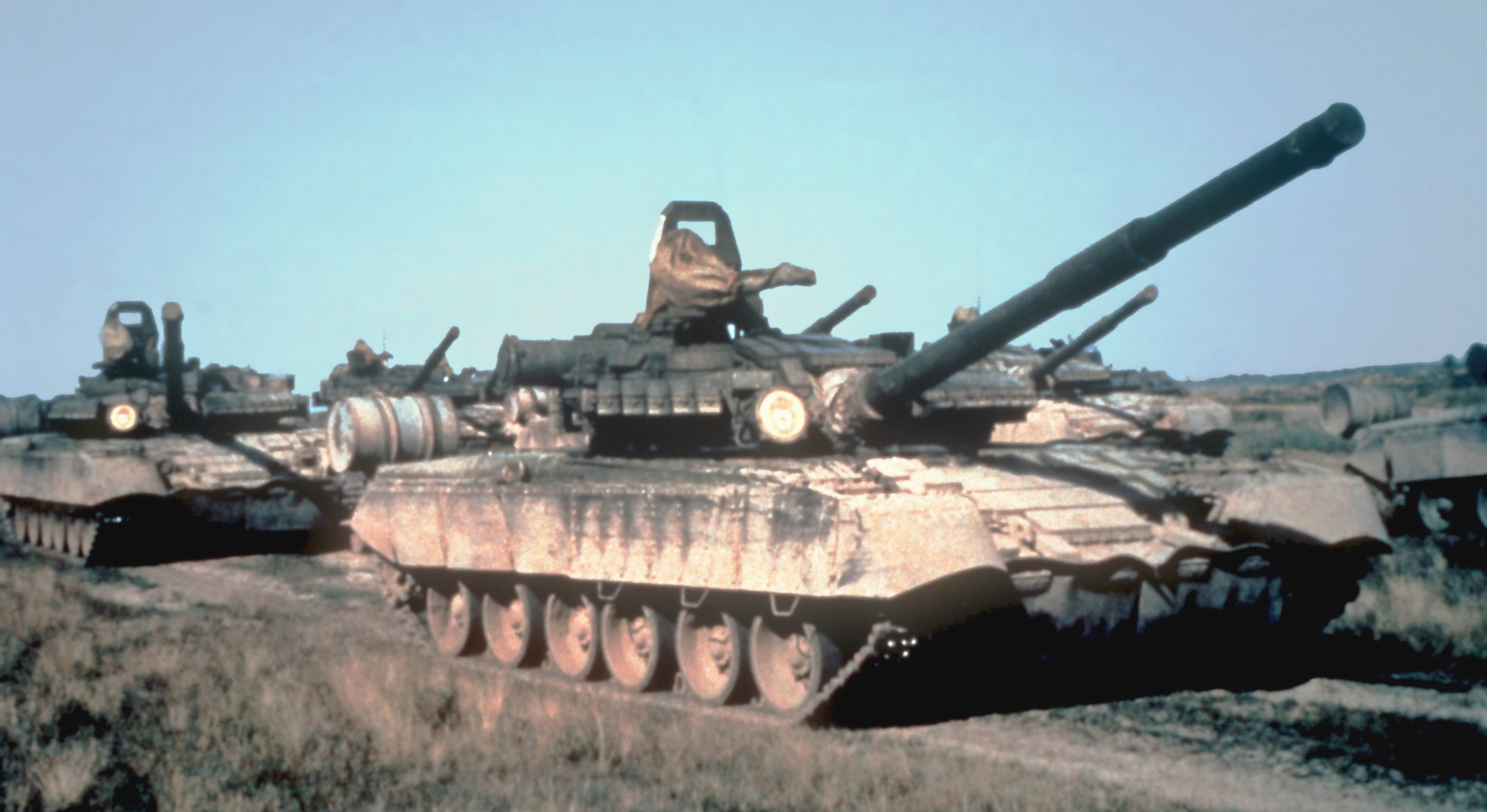
T-80BV

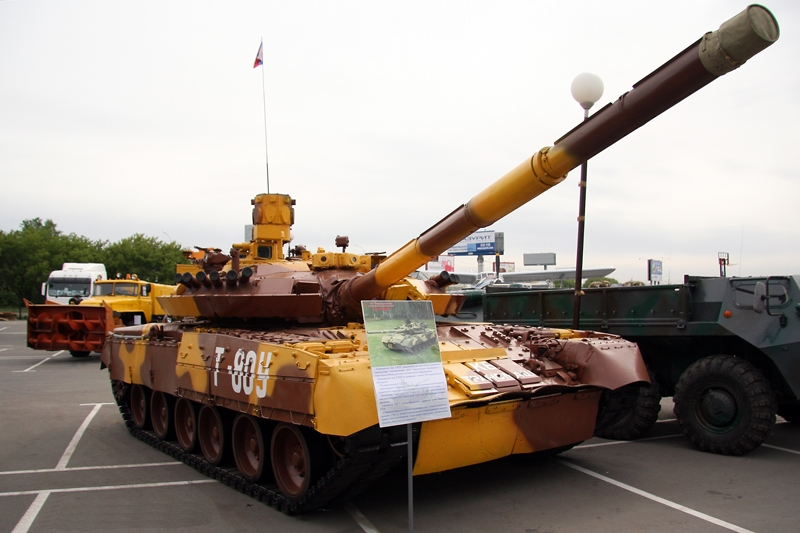
T-80UM-1

T-80 – základní verze využívající komponenty z tanku T-64A (věž, kanón, nabíjecí automat, systém řízení palby). Byl vyzbrojen 125mm kanónem 2A46-1. Do výzbroje sovětské armády byl zaváděn od roku 1976. Vyráběl se jen do roku 1978 a vyrobeno bylo méně než 100 kusů.
T-80B – modernizace T-80 s novým systémem řízení palby 1A33, upravenou věží a instalovaným protitankovým raketovým kompletem 9K112 Kobra. Tato verze byla vyráběna od roku 1978. V průběhu sériové výroby byla dále upravována (původní pohonná jednotka GTD-1000T nahrazena v roce 1980 výkonnější GTD-1000TF).
T-80BK – velitelská verze typu T-80B, ve kterém chyběl protitankový raketový komplet 9K112 Kobra.
T-80BV – verze T-80B s reaktivním pancéřováním a hmotností 41,7t. Byla vyráběna od roku 1985.
T-80BVK – velitelská verze tanku T-80BV s rozšířeným komunikačním a navigačním vybavením.
T-80U – verze vyráběná sériově od roku 1985 v Kirovském závodě a OZTM v Omsku. Tank byl poháněn turbínou GTD-1000TF a od roku 1990 byl vyráběn s výkonnější turbínou GTD-1250 o výkonu 1 250 koní. Byl vybaven silnějším pancéřováním a výzbrojí rozšířenou o 9K119 Refleks.
T-80UD – verze se vznětovým motorem o výkonu 1100 k. Do výzbroje zaváděn od roku 1987.
T-80UK – velitelská verze tanku T-80U, která je vybavena radiostanicemi R-163-50K a R-163-U, navigačním zařízením TNA-4-3, agregátem AB-1P28 a také systémem TŠU-1 Štora-1. Dodatečná výbava si vynutila snížení počtu vezené munice, která nyní činí 30 nábojů do kanónu a 750 nábojů ráže 12,7 mm.
T-80UE – verze tanku T-80U vybavená rušícím systémem TŠU-1 Štora-1.
T-80UM-1/-2 – verze vybavená reaktivním pancéřováním Kontakt-5, systémem řízení palby Agava M1 a schopností používat protitankový raketový komplet 9K119M Refleks.
T-84 – ukrajinská modernizace T-80UD se svařovanou věží, francouzským tepelným zaměřovačem ALIS, výkonnějším motorem, volitelným použitím systému aktivní ochrany ARENA a aktivního systému rušení Štora-1.
T-80BVM – nejnovější modernizace tanku T-80, která začala v roce 2017. Tato verze ruského středního tanku dostala výbušný reaktivní krunýř „Relikt“, vylepšený zaměřovač střelce Sosna-U (používá se i v ruských T-90). Modernizace tanku umožňuje používat novou protitankovou munici Svinec-1 a Svinec-2 vyrobenou z ochuzeného uranu. Věž tanku dostala soupravu dynamické ochrany Relic, kterou dříve měly pouze tanky T-72B3.

## Nasazení

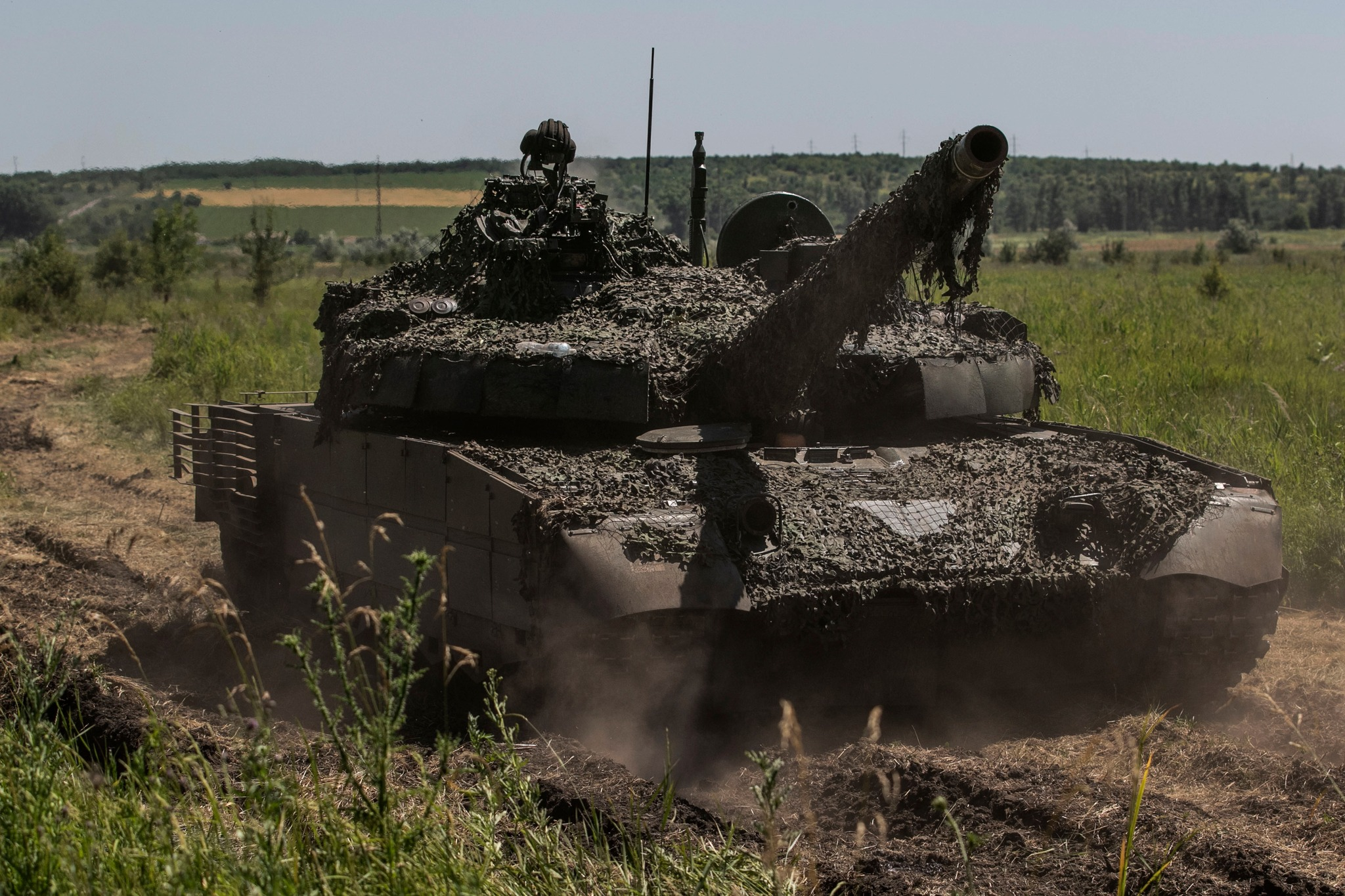
Ukořistěný ruský T-80BVM používaný ukrajinskou 93. mechanizovanou brigádou

### První válka v Čečensku
Rusko nasadilo tanky T-80B a T-80BV v roce 1995 k dobytí vzbouřených míst v Čečensku. Masivní ztráty na těchto tancích utrpěla ruská armáda zejména v Grozném. Posádky nebyly vycvičeny ani připraveny čelit nepřátelům vyzbrojeným protitankovými zbraněmi RPG-7V a RPG-18. Obecně postačovalo na znefunkčnění T-80 tři až šest zásahů z RPG. Jen za první měsíc bylo zničeno celkem 225 tanků (asi 10 % tanků nasazených pro tuto kampaň).

### Ruská invaze na Ukrajinu
Při invazi na Ukrajinu v roce 2022 nasadilo Rusko do bojů tanky T-80BVM, T-80U, T-80UK, T-80UM2 a T-80BV. Za prvních 140 dní války Rusko přišlo minimálně o 159 těchto tanků a Ukrajina o 13 tanků T-80BV.

## Uživatelé
Za dob Sovětského svazu nebyl T-80 nikdy vyvážen; k vývozu došlo až po pádu Sovětského svazu.

### Současní

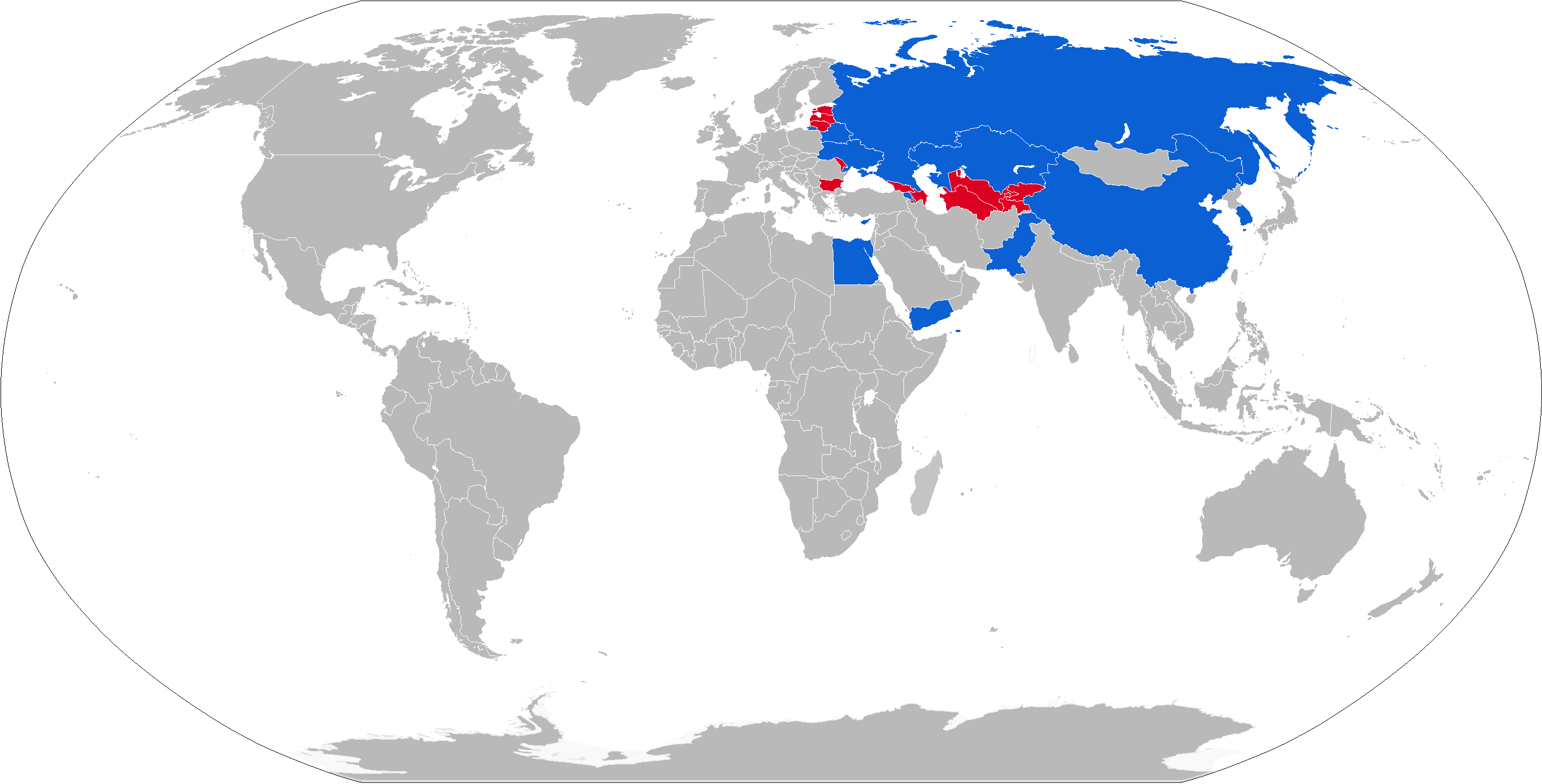
Mapa uživatelů T-80 v modré, červeně bývalí uživatelé

- Bělorusko: V roce 2000 bylo ve službě 95 T-80U a v letech 2012 a 2015 69 ks.[9]
- Kypr: V roce 1996 bylo z Ruska objednáno 27 T-80U a 14 T-80UK. V roce 2010 bylo z ruských přebytků dodáno dalších 27 T-80U a 14 T-80UK.[10][11]
- Egypt: V roce 1997 bylo zakoupeno 14 T-80UK a 20 T-80U.[12]
- Kazachstán: 4-5 T-80U používaných pro výcvik ve vojenské škole města Karaganda.[10]
- Pákistán: 320 T-80UD (Objekt 478BE) bylo objednáno v roce 1996 z Ukrajiny a dodáno v letech 1997 až 1999.[13]
- Rusko: 480 T-80BVM v aktivní službě.[14][15] 3 ,000 T-80B/T-80BV/T-80U ve skladech. Plánována modernizace na standard T-80BVM.[16]
- Jižní Korea: V letech 1995 až 1997 bylo do Jižní Koreje dodáno 33 T-80U jako součást úhrady dluhu ze sovětské éry. Dva T-80UK byly získány z Ruska v roce 2005. Na rozdíl od jiné exportní verze se sníženou kvalitou, Jižní Korea obdržela šarži vyrobenou pro tehdejší sovětské domácí použití.[10][17] Moskva v roce 2016 hledala možnost jejich návratu.[18]
- Ukrajina: 345 T-80UD bylo v provozu v roce 1995, 273 v roce 2000 a 271 v roce 2005.[19]
- Uzbekistán: 80 T-80BV zděděno po SSSR.[20]
- Jemen: V roce 2000 zakoupil 31 T-80U z Ruska.[21] 66 T-80BV zakoupil v Bělorusku.[22]

### Dřívější
- Bulharsko: 4 T-80 byly zakoupeny na konci osmdesátých let pro hodnocení, ale byly odmítnuty, protože oproti T-72 neměly žádné relativní vylepšení. Původní modernizace bulharských T-72M na T-72M2 byla výsledkem technických informací získaných z hodnocení T-80.[23]
- Sovětský svaz: v roce 1985 bylo ve službě 1 900 tanků T80, 4 000 v roce 1990 a 4 839 během rozpadu SSSR.[24] Všechny přešly na nástupnické státy.

### Neúspěšné nabídky
- Řecko – T-80U se zúčastnil výběrového řízení pro Řecko, ale prohrál s tankem Leopard 2A6.
- Malajsie – T-80UD se zúčastnil výběrového řízení pro malajskou armádu, ale prohrál s tankem PT-91M Pendekar.
- Švédsko – T-80U se zúčastnil výběrového řízení pro Švédsko, ale prohrál s tankem Leopard 2A4.
- Turecko – T-80U se zúčastnil výběrového řízení pro Turecko, ale prohrál s tankem Leopard 2A4.